# 旋風蛟
旋風蛟，是台灣漢人民間傳說中的一種幻獸，可以激起颶風。

## 棲息與能力
旋風蛟平常棲息於台灣南部深山的山谷溪流裡。只要牠拍打雙翼，便會引起猛烈的颶風。

## 現身案例
據說旋風蛟曾在1878年（光緒四年）現身於台南，激起狂風，吹倒許多房屋大樹，直到抵達台北後才消失，在經過的路上造成相當大的損害。

## 現代研究與相關傳說
根據能力和記載，旋風蛟的形象很有可能是源自於颱風。其能力跟台灣漢移民的另一種傳說中的妖怪：赤虯十分類似，但前者的能力傾向於激起狂風、後者則是降下暴雨。